# Evijärvi
Evijärvi – gmina w Finlandii, położona w zachodniej części kraju, należąca do regionu Ostrobotnia Południowa.